# Noriaki Hashi
Noriaki Hashi (ur. w 1892 w Ōsace, zm. w 1954 w Kobe) – japoński teoretyk i konstruktor systemów napędowych okrętów podwodnych i torped. 
Od 1931 związany z koncernem Mitsui, gdzie początkowo zajmował się projektowaniem, a następnie udoskonalaniem napędów torped, pod koniec lat 30. także torped zygzakujących. W połowie 1941 przeszedł do rywalizującego z Mitsui koncernu Mitsubishi. Kierując tam własnym zespołem, zajął się zagadnieniem modernizacji silników zamkniętego obiegu okrętów podwodnych. Dążył do zwiększenia mocy, a co za tym idzie również prędkości tych jednostek. Równolegle był jednym z członków zespołu mającego wykonać projekty "chrap" okrętów podwodnych, co stanowiłoby prawdziwą rewolucję w znaczeniu bojowym floty podwodnej. Owocem tych prac był okręt podwodny klasy Sen Taka, zbudowany w trzech egzemplarzach w 1945, posiadający nowoczesne "chrapy" oraz wzmocniony napęd elektryczny, porównywalny z najnowocześniejszymi niemieckimi U-Bootami typu XXI. Jednostek tych nie zdążono jednak wykorzystać bojowo. 
Zmarł w Kobe w 1954.